# Opisthonema medirastre
Opisthonema medirastre is een  straalvinnige vissensoort uit de familie van haringen (Clupeidae). De wetenschappelijke naam van de soort is voor het eerst geldig gepubliceerd in 1963 door Berry & Barrett.
De soort staat op de Rode Lijst van de IUCN als niet bedreigd, beoordelingsjaar 2007.